# Eurytoma hallami
Eurytoma hallami är en stekelart som beskrevs av Girault 1920. Eurytoma hallami ingår i släktet Eurytoma och familjen kragglanssteklar. Inga underarter finns listade i Catalogue of Life.